# Leffe
Leffe (бельг. ˈlɛf, голл. /ˈlɛfə/) — торговая марка пива, принадлежащая крупнейшему в мире производителю пива Anheuser-Busch InBev. Включает несколько сортов так называемого аббатского пива (традиционного бельгийского эля с высокой плотностью и высоким содержанием алкоголя).

## История

### Монастырское пивоварение
В 1152 году вблизи Динана (что в южно-бельгийской провинции Намюр на берегу Мааса) было основано аббатство Леф. Уже 1240 годом датируются первые письменные упоминания о пиве, которое  варили в аббатстве каноники-премонстранты. В течение последующих столетий монастырь подвергался неоднократным разрушениям. В 1460 году монастырь почти полностью разрушило наводнение, а вскоре после восстановления, в 1466 году, его захватили, разграбили и сожгли войска бургундского герцога Карла Смелого.
В 1735 году значительная часть аббатской пивоварни была уничтожена венгерскими гусарами, которые квартировались в монастыре.
После начала Французской революции 1794 года Динан был занят французскими революционными войсками, все активы церкви, как одного из крупнейших землевладельцев, были конфискованы и в 1796 году монахи были вынуждены покинуть аббатство. С тех пор пивоварение на его территории осуществлялось только в небольших масштабах, а с 1809 года было вообще прекращено.

### Современное пиво
Бренд Leffe был представлен в 1952 году пивоварней Lootvoet из Оверейсе, которая варила его по лицензионному соглашению с монастырём. Потребителям рассказывали, что «используя опыт поколений монахов, занимавшихся пивоварением, и ингредиенты, которые росли вокруг аббатства», удалось создать эль с собственным характерным вкусом.
Пивоварню впоследствии приобрела бельгийская компания Interbrew, которая в 2004 году объединила активы с лидером пивного рынка Южной Америки компанией AmBev, образовав одного из ведущих производителей пива в мире InBev. В 2008 году состоялось слияние InBev с компанией Anheuser-Busch, в результате которого образовался крупнейший мировой производитель пива Anheuser-Busch InBev.
Leffe является одним из так называемых международных брендов этого пивоваренного гиганта. Пиво этой торговой марки варится на пивоваренных мощностях завода Stella Artois в бельгийском Левене и продается в более чем 60 странах мира.
Leffe стала первой маркой аббатского пива (то есть пива, производимого крупной светской пивоварней по лицензии монастыря). Аббатство вблизи Динана продолжает получать роялти за использование названия Leffe. В самом городе работает музей пива Leffe.

## Сорта
- Leffe Blonde — светлое крепкое пиво с содержанием алкоголя 6,6 %.
- Leffe Brune — тёмное крепкое пиво с содержанием алкоголя 6,5 % и ароматом жареной карамели
- Leffe Tripel — светлое крепкое пиво с повышенным содержанием алкоголя (8,4 %) и привкусом кориандра и цитрусовых
- Leffe 9° — светлое крепкое пиво с повышенным содержанием алкоголя (9 %)
- Leffe Radieuse — полутёмное крепкое пиво с повышенным содержанием алкоголя (8,2 %) и фруктовым привкусом
- Leffe Ruby — красное пиво с содержанием алкоголя 5 % и характерным для более крепких сортов сладковатым вкусом
- Leffe Lentebier — светлое пиво (de printemps) весеннее пиво
- Leffe Royale — светлое пиво (whitebread golding) 7,5 %
- Leffe De Noel - темное рождественское пиво (Christmas beer)  6.6%